# Hendidor

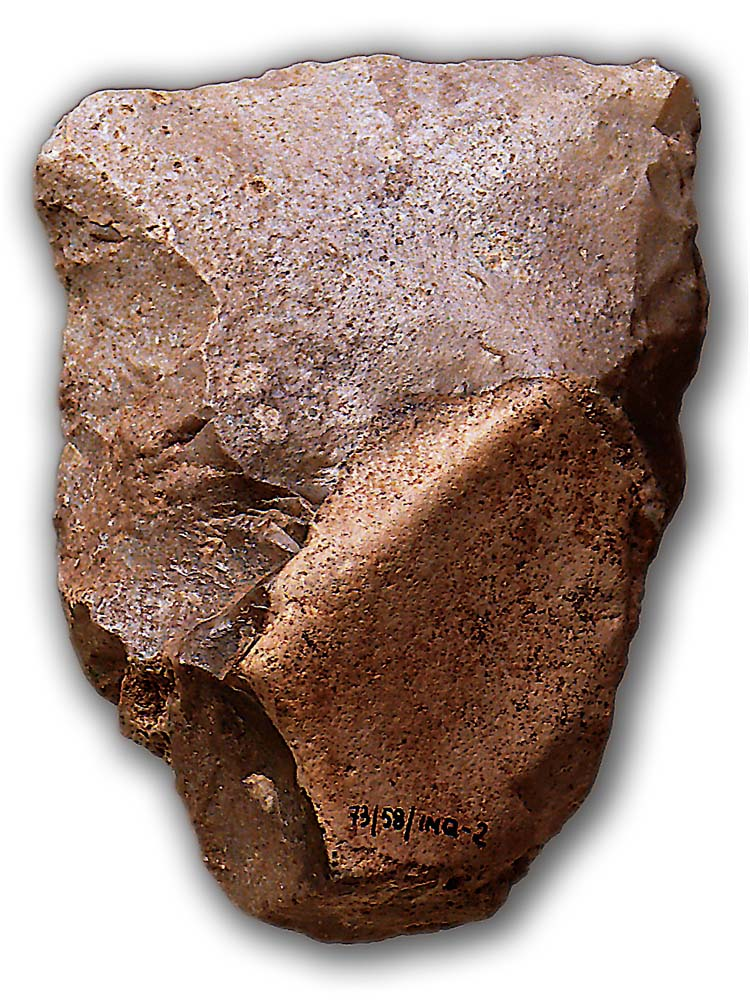
Hendidor de sílex cuya parte cortante es el filo natural de la lasca (deteriorado por golpes fortuitos, no intencionales) y el resto retocado (procede del yacimiento soriano de Torralba)

Un hendidor (o hendedor) es un utensilio prehistórico, tallado en piedra, típico del Paleolítico Inferior y Medio en el sur de Europa y en África. Morfológicamente se caracteriza por ser un instrumento alargado, de grandes o medianas dimensiones, con un filo terminal transversal al eje morfológico de la pieza, como el de un hacha.
Técnicamente se caracteriza porque su soporte siempre es una lasca, siendo el filo del hendidor una de las aristas cortantes de dicha lasca, en bruto (sin retoques). Pero el resto sí que debe tener, al menos, algunos retoques intencionales que conformen una pieza tendente a la simetría y que emboten el corte del soporte, para facilitar su aprehensión manual.
El hendidor es un útil con una personalidad muy especial, dentro del Paleolítico Inferior, pues, aunque por su tamaño, pueda ser considerado un útil de la familia de los bifaces, los picos triédricos, etc (lo que suele llamarse «útiles nucleares»), el resto de sus características (especialmente el proceso de fabricación y su concepto tipológico) lo separan netamente de este grupo, haciéndolo un tipo diferente, especial.

## Características del Hendidor
A diferencia de otros utensilios líticos, el hendidor posee un concepto que incluye una serie de rasgos ineludibles cuya base principal es que debe estar fabricado sobre lasca; la segunda condición es que tenga un retoque posterior a la extracción de la citada lasca soporte y la tercera es que el filo debe ser una parte de la arista natural de dicha lasca. Por otra parte, tiene otros rasgos secundarios, pero no imprescindibles, como son su morfología alargada, con el filo transversal al eje morfológico de la pieza, y que el resto de los bordes no sean cortantes (el corte puede haber sido embotado por los retoques, o puede ser una zona roma debido a que conserva parte de la corteza natural de la roca).

### Predeterminación de la lasca soporte en los hendidores
Para la fabricación de un hendidor se eligen lascas que tengan características especiales, de tal modo que se ha llegado a inferir que estas lascas pudieron haber sido proyectadas en la mente del artesano, antes de dar el golpe que las extrajera. Es lo que suele llamarse predeterminación de la lasca.

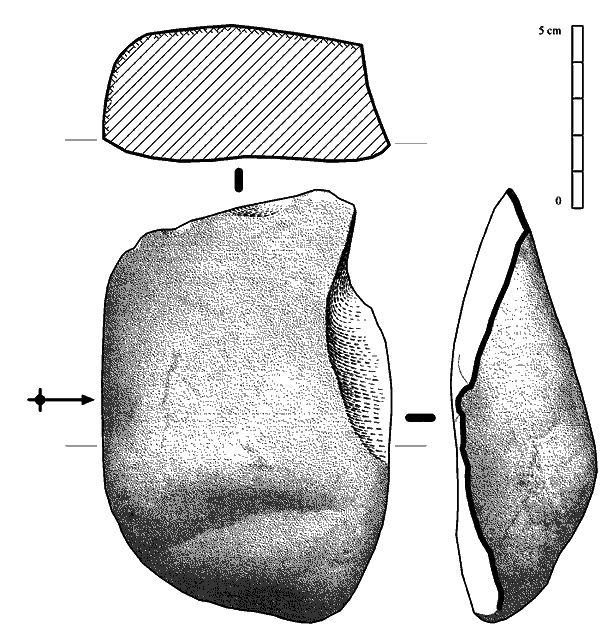
Hendidor sobre lasca cortical predeterminada sin preparación previa, por lo que un solo lascado de retoque basta para terminar la pieza

Esta predeterminación puede ser de tres tipos, el más conocido es la que se relaciona con el método Levallois, aunque tomándolo en sentido amplio: se dan una serie de golpes previos que producen levantamientos de lascados que van preparando el núcleo, una vez terminada esta preparación, se extrae una lasca con la forma y el tamaño deseado y planificado totalmente. De hecho, muchos hendidores se fabricaron sobre lascas Levallois o sus variantes, como se verá más abajo. El segundo método consiste también en preparar el núcleo con lascados previos, pero esta vez planificando sólo parcialmente la lasca-soporte, en concreto su parte más importante: el filo. El resultado es una lasca con una morfología y tamaño relativamente previsto, cuyo filo es exactamente tal como había planeado el artesano (el resto se acomoda con retoques posteriores). El último método es la planificación de la lasca soporte del hendidor sin ninguna preparación previa del núcleo. En este tercer caso, el artesano busca, elige y examina un núcleo adecuado, donde, con un solo golpe, pueda extrater una lasca predeterminada; esto implica seleccionar bien la materia prima y pensar concienzudamente antes de actuar.
Los estudios realizados sobre hedidores tanto del Paleolítico Inferior en África y España, como del Paleolítico Medio, sobre todo en España (a través de experiencias de talla y análisis tecnotipológicos), indican que todos los hendidores fueron fabricados sobre lascas total o parcialmente predeterminadas. Aunque la lasca pudiera estar total o parcialmente planificada antes de su extracción, «el principio dominante que ha dirigido la fabricación del hendidor es... la obtención de un filo... exento de retoques intencionales [...] un filo terminal obtenido por el encuentro de la cara inferior de la lasca y de la superficie natural del guijarro, presentando además retoques marginales» (fortuitos). Por eso se dice que este es un tipo tan especial: la capacidad de abstracción necesaria para su fabricación es un síntoma muy revelador de los artesanos tallistas del Pleistoceno Medio y Superior. Estamos hablando del desarrollo de una inteligencia con un altísimo nivel de abstracción, inferida a través de un tipo lítico. Desde luego, fabricar un hendidor es mucho más difícil que fabricar cualquier otro utensilio del Paleolítico Inferior y Medio (si exceptuamos los productos Levallois). A decir verdad, rematar un hendidor es sencillísimo, lo realmente complejo es obtener el soporte, la lasca adecuada. Es más, ciertos estudios han permitido saber cómo se planificaba la extracción de la lasca soporte y cual era la parte prevista para que fuese el filo de la herramienta:
- Durante el Paleolítico Inferior, los artesanos obtenían grandes lascas más anchas que largas, con el filo previsto en un borde lateral de las mismas, por eso, al ver el hendidor terminado, la lasca muestra el talón (si lo conserva) o, al menos, la dirección de percusión, aparentemente lateral.

- Durante el Paleolítico Medio los artesanos han aprendido a obtener grandes lascas más largas que anchas, de modo que el filo de futuro hendidor quedaba en la parte terminal, por eso, al ver la pieza concluida, la dirección de percusión viene de la parte de abajo de la pieza.

### Cronología y Geografía del hendidor

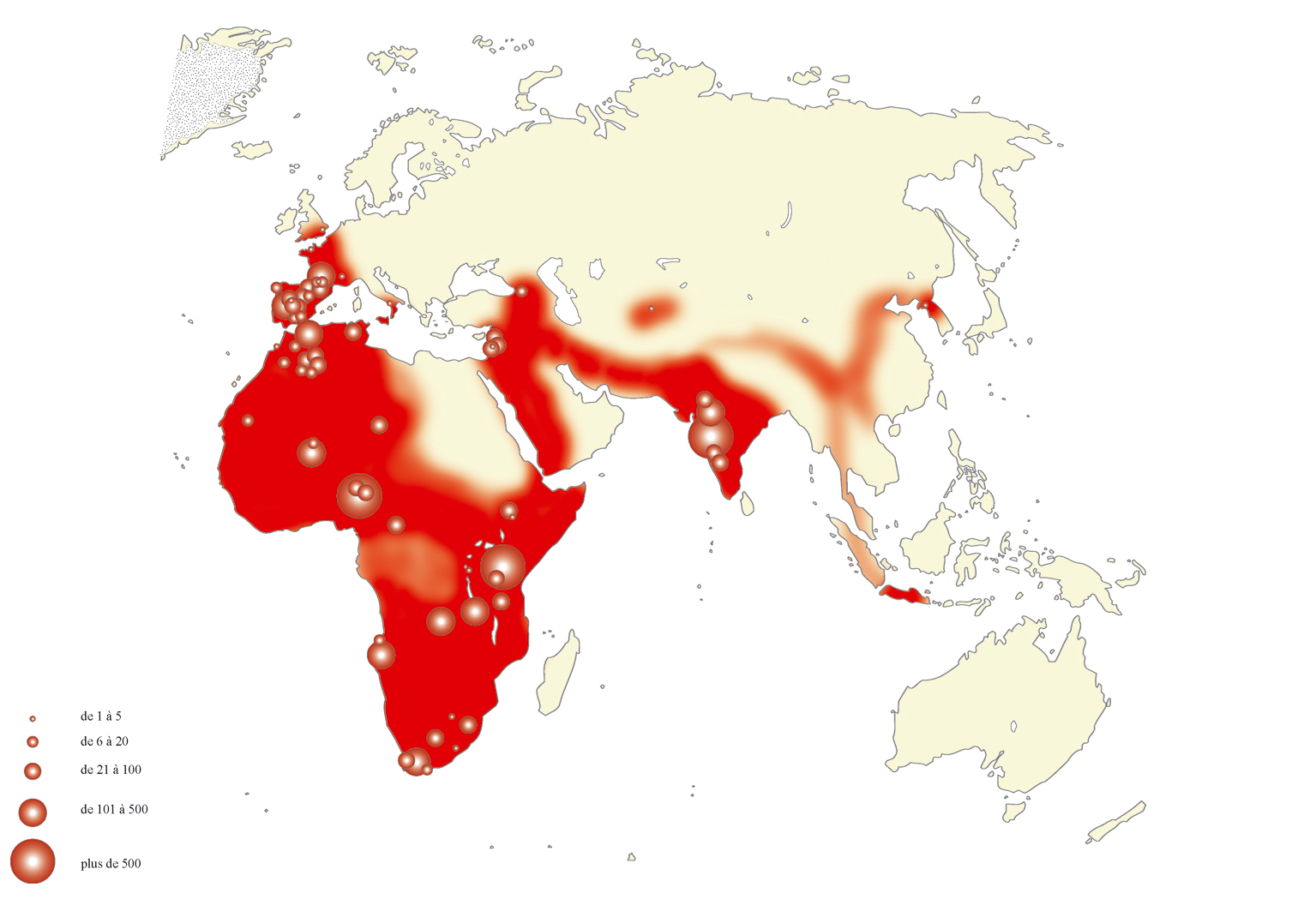
Distribución geográfica del Hendidor, los puntos indican las zonas de mayor concentración, el área roja señala dónde este es conocido

La amplitidud cronológica del hendidor es grande: ya aparece, en forma tosca —tal vez sin lascas predeterminadas, sólo seleccionadas a posteriori—  al final de Olduvayense, al menos así se ha atestiguado en dos lugares, en Garba IV  (Melka Kunturé, Etiopía) aparecen dos piezas y en el mismo Olduvai (Tanzania), en los niveles MNK y EF-HR, que Mary Leakey sitúa en un «Olduvayense evolucionado», recientemente datados en 1,6 millones de años de antigüedad.
El momento de mayor desarrollo del hendidor es el Achelense, sobre todo el África, donde, en algunos yacimientos, alcanzan la tercera parte de los útiles convencionales. Aunque en el Musteriense siguen hallándose hendidores (incluso, alguno, «despistado», ha llegado al Paleolítico Superior), estos sólo aparecen en proporciones dignas de consideración en la facies regional conocida a veces como Vasconiense y que se extiende por Asturias, Cantabria y el País Vasco (francés y español) y que, a pesar de que a menudo ha sido considerada una variante del Musteriense de tradición Achelense (MTA) es muy diferente en su composición tipológica y en su origen cultural.
Geográficamente, hemos consignado que el hendidor es un utensilio fundamentalmente africano, aunque también se da en el suroeste de Europa, donde incluimos, evidentemente, la península ibérica; igualmente se encuentra en Oriente Medio y la India (siempre en proporciones significativamente inferiores a las africanas). Esporádicamente puede encontrarse fuera de este ámbito, pero se trataría de piezas escasas, aunque no necesariamente, excepcionales. A pesar de lo especial de la personalidad del hendidor, es significativa su distribución, interpretándose como un rasgo cultural heurístico, no determinado por las condiciones ambientales, lo que dice mucho de la inteligencia de sus fabricantes.

## Tipos de hendidores
Existen varias clasificaciones de hendidores, no obstante, la más acertada es la de Jacques Tixier, ya que se basa en distinguir los tipos en la técnica de extracción de la lasca soporte, lo cual, como acabamos de indicar, es un factor estratégico en el propio concepto del útil. Esta tipología se realizó en 1956, pero fue ampliada en 1967 para incluir nuevos tipos, al apreciarse otros procedimientos de extracción que no habían sido contemplados inicialmente. Más adelante, en 1986, el profesor Luis Benito del Rey, sin alterar la clasificación propuesta por Tixier, añadió una serie de variantes a los tipos ya propuestos, en función de cómo se había predeterminado el filo. Dado que la planificación del filo es también un factor esencial, hemos decidido exponer ambas clasificaciones combinadas, cruzando en una tabla los dos parámetros: por un lado el tipo de planificación de la lasca soporte (tipo 1, tipo 2, etc.) y, por otro las variantes según la planificación del filo (filo normal: ; o filo en bisel: ).
| Tipos de hendidor con filo normal —> | Variantes con filo en bisel —> | |
| --- | --- | --- |
| - Tipo 0, variante con filo normal: hendidor sobre lasca completamente cortical o al menos cortical en su mayor parte, incluyendo el filo. Este se forma de la arista donde se encuentra la corteza natural de la roca con la cara inferior de la lasca. En España es el tipo más abundante y, a pesar de que se dice que es el más sencillo (e incluso a veces se le denomina erróneamente «protohendidor»), no tiene valor cronológico. | - Tipo 0, variante 0.1, con filo en bisel: está fabricado sobre lasca semicortical en la que se ha preparado cuidadosamente una estrecha franja de corteza para que sirva de filo al hendidor. Estamos, pues, ante una clara predeterminación por medio de una preparación previa del núcleo anter de extraer la lasca soporte. Estos hendidores se fabrican exclusivamene sobre rocas duras cuya corteza sea también resistente y regular, a ser posible, ligeramente esférica, como ocurre con los cantos de río de cuarcita. Este tipo no se puede elaborar en sílex dada la naturaleza porosa y blanda de su corteza. | |
| - Tipo 1, Variante 1.1, con filo normal: Se trata de una lasca cortical que ha sido preparada previamente con un gran lascado que predetermina el filo del hendidor. Este lascado ocupa más de la mitad de la cara superior, y es imprescindible que sea previo a la extracción de la lasca soporte, es decir, que no conserve el contraconcoide. De lo contrario, se trataría de un retoque posterior y no estaríamos hablando de un hendidor, sino de otro tipo lítico. | - Tipo 1, variante con filo en bisel. Es idéntico al anterior, es decir, una lasca enteramente cortical excepto por un lascado previo que prepara el filo. En este caso tal lascado es pequeño, ocupando aproximadamente el tercio terminal de la pieza, de ahí que el filo, visto de perfil, tenga forma biselada. | |
| - Tipo 2, con filo normal: Es un hendidor fabricados sobre una lasca semicortical o no cortical, por lo demás, esta no presenta ninguna particularidad, ni ninguna característica peculiar, pudiendo hablarse de una presunta «lasca vulgar» (en el sentido tipológico de la expresión). En cualquier caso no debe de tener más de tres negativos previos de lascado, pues entonces sería una lasca Levallois. | - Tipo 2, Variante 2.1, con filo en bisel: Es, asimismo, un hendidor fabricado sobre una supuesta «lasca vulgar» (semi-cortical o sin corteza por ninguna parte), con la particularidad de que un lascado previo, prepara un filo en forma de estrecho bisel. Como en casos anteriores, este filo debe estar exento de retoques intencionales posteriores a la extracción de las lasca soporte. | |
| - Tipo 3, con filo normal: Hendidor sobre lasca Levallois. Esta es reconocible porque, descontando el retoque posterior a la extracción de la lasca, tiene al menos cuatro negativos de lascados previos, propios de la preparación Levallois del núcleo; además, estos negativos suelen ser centrípetos. | - Tipo 3, Variante 3.1, con filo en bisel: Es, también, un hendidor sobre lasca Levallois en el que uno de los lascados previos de preparación no es centrípeto, como suele ser habitual, sino que es transversal, creando en la lasca soporte una estrecha franja que se convertirá en el filo del hendidor, una vez terminado. | |
| - Tipo 4 (del que no tenemos imagen): es un hendidor muy raro, casi exclusivo de la zona donde fue identificado, se trata de dos yacimientos de la región de Tinduf (Argelia) llamados Tabelbala y Tachenghit. El hendidor de tipo Tabelbala-Tachenghit es una variante muy sofisticada del método Levallois (a veces, incluso, combinado con el método Kombewa), que permite extraer una lasca totalmente predeterminada, voluntariamente sobrepasada, cuya forma está concebida exclusivamente para servir de hendidor; de tal modo que es el único modelo que carece de retoques posteriores (porque no los necesita), tal es el nivel tecnológico que se alcanza. | - Tipo 5: Inicialmente, Jacques Tixier reservó el número cinco para aquellos hendidores cuyo retoque fuese tan invasor, tan cubriente, que sólo dejase el filo sin afectar y esto impediría determinar la naturaleza de la lasca soporte. Con el tiempo, se dio cuenta de que había dejado fuera el hendidor sobre lasca Kombewa (que recibió el número seis). Además, la experiencia, ha demostrado que este tipo de hendidor es casi inexistente, pues los tipólogos siempre encuentran alguna pista que les indique el tipo de lasca soporte.                                                                          | - Tipo 6: Se trata de un tipo muy peculiar, pero no escaso. Es más, resulta bastante conocido en África, Europa y Asia. Su característica esencial es que está fabricado sobre una lasca Kombewa, esto es, sobre una lasca con dos caras inferiores, siendo el corte del hendidor la convergencia afilada de ambas caras. Las lascas Kombewa se obtienen por medio del llamado método Kombewa, llamado así en honor a la pequeña localidad de ese mismo nombre, en la provincia de Nyanza (Kenia, junto al lago Victoria) |

.
Aparte la clasificación tipológica, al estudiar un hendidor, hay que poner mucho celo en numerosos aspectos:
- En primer lugar los datos tecnológicos (en tanto que lasca):
  - La técnica de extracción de las lasca soporte
  - La dirección de percusión respecto al filo
  - El talón (si se conserva)
  - El concoide (si se conserva)
  - El retoque o la hechura y sus características
  - Las zonas sobrepasadas en los bordes o en la base (a veces intencionalmente)
  - El avivado del filo (aspecto que trataremos inmediatamente)

- En segundo lugar, los aspectos morfológicos:
  - La forma de la silueta, visto de frente
  - La forma del filo, visto de perfil (dato ya tratado en los tipos y sus variantes)
  - La forma del filo (visto de frente)
  - La sección del hendidor (longitudinal y transversal)
  - Su aspecto general, etc.

### Exhendidores

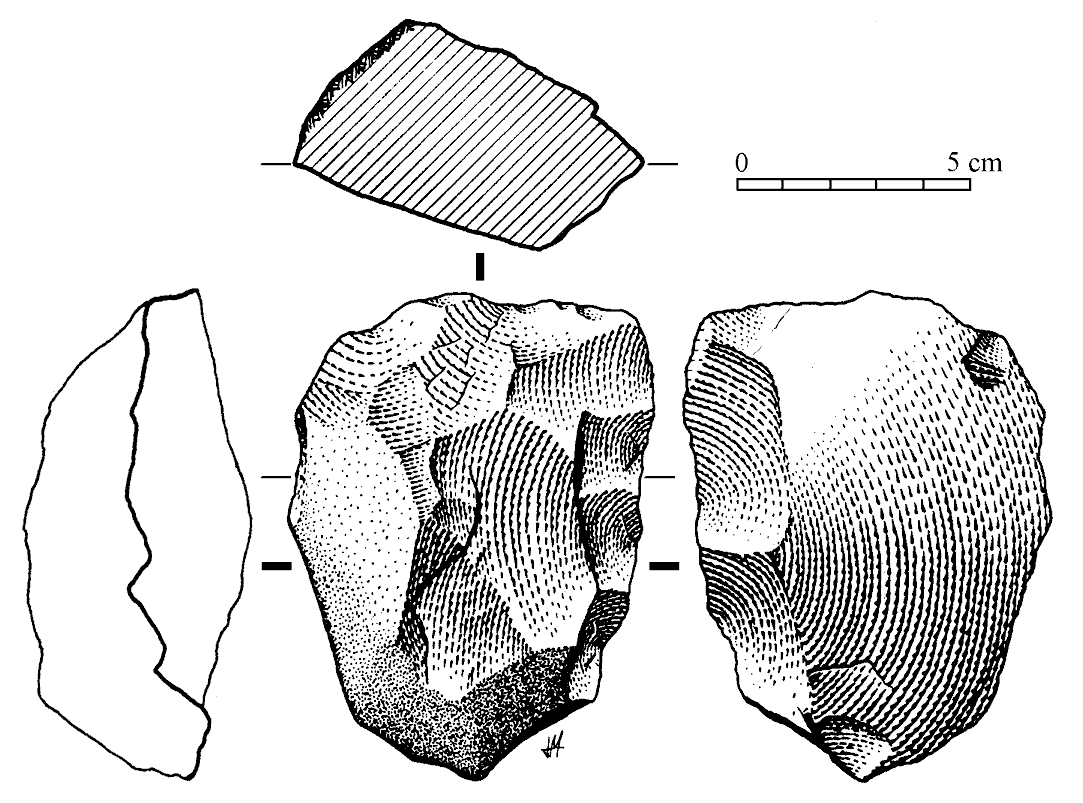
Exhendidor, es decir, un antiguo hendidor, cuyo filo ha sido reavivado por medio de una talla somera monofacial que lo convierte en el equivalente a un canto tallado sobre lasca

Desde hace décadas existían fundadas sospechas sobre que ciertos utensilios líticos se desgastan y son reafilados para poder seguir usándolos: a veces en la misma función, a veces con otra diferente. Hay pruebas muy antiguas para el caso de las raederas en el Paleolítico Medio, y los buriles y raspadores en el Paleolítico Superior. Incluso, ciertos tipólogos habían aislado técnicas de realizado, como el conocido «coup de tranchet» de los bifaces. Pues bien, el especialista Luis Benito del Rey descubrió, en las colecciones de hendidores de Cueva Morin y El Pendo, ambas de la provincia de Cantabria, que los hendidores eran habitualmente reavivados por medio de retoques someros, toscos, pero efectivos.
En un principio, a los artefactos resultantes, si estos estaban tan reafilados que apenas era reconocible su origen, los denominó, «hendidores reavivados transformados en cantos tallados», pero, a medida que se fue conociendo mejor el fenómeno (apareciendo en otro yacimientos del Musteriense con Hendidores, como la capa "Alfa" de la cueva de El Castillo, y del Paleolítico Inferior como Vega de Chiquero (Aldea del Rey, Ciudad Real) o la Cruz del Tío Ignacio (Zamora), se decidió que, aunque la expresión canto tallado no era incorrecta, era demasiado vaga, por lo que fue sustituida por el término «exhendidor», mucho más explícita.
Un exhendidor es un utensilio cuyo soporte es un hendidor desechado (seguramente porque el desgaste de su filo lo haga inservible, pero puede ser por otros motivos) con una talla somera, generalmente más tosca que la del artefacto inicial (pues, es otra fase de la cadena operativa), más sencilla, casi siempre con percutor duro, con unos pocos lascados mono o bifaciales que reavivan el filo. No obstante, el hendidor pierde su idiosincrasia con este procedimiento, al suprimirse el filo, la parte que le da personalidad, esa personalidad tan singular, se convierte en una pieza tan ambigua como para ser denominada con toda corrección canto tallado; sobre todo si este tosco avivado es continuado y repetido.

## Uso del hendidor
Aunque la forma y el filo del hendidor puedan sugerir una utilización similar a la de un hacha, lo cierto es que se sabe muy poco de este asunto. No se sabe si iba enmangado o no, y no se sabe si se usaba con movimientos transversales o paralelos al filo. Sólo en los últimos años se están haciendo algunos estudios trazalógicos, pero se trata de piezas aisladas, como por ejemplo, alguna de Gran Dolina de la Sierra de Atapuerca que ha sido estudiada por especialistas en huellas de uso como Robert Sala o Belén Márquez (no obstante, todavía no existe el fondo documental que tenemos para otros tipos como los bifaces, la raederas, los buriles, los raspadores..., que se basa en centenares de observaciones). También se hacen extrapolaciones sobre huellas de uso en bifaces de filo transversal, trinchetas o grandes lascas. Al parecer, lo poco que se ha deducido es que trabajaron tanto madera como, carne o hueso. Sin embargo, es pronto para generalizar.